# وراژ (ناحیه پیسک)
وراژ (به چکی: Vráž) یک منطقهٔ مسکونی در جمهوری چک است که در ناحیه پیسک واقع شده‌است. وراژ ۷٫۳۸ کیلومتر مربع مساحت و ۲۷۶ نفر جمعیت دارد و ۴۳۵ متر بالاتر از سطح دریا واقع شده‌است.